# 山梨県道31号甲府山梨線
山梨県道31号甲府山梨線（やまなしけんどう31ごう こうふやまなしせん）は、山梨県甲府市中央一丁目から山梨市北字下町に至る主要地方道（山梨県道）である。

## 概要
甲府市上積翠寺町にある積翠寺温泉周辺から太良ヶ峠手前（甲府市側）の洞（ほら）地区までの2キロメートルほどの区間はコンクリート舗装の狭隘悪路となっている。なお、太良ヶ峠は甲府市街を一望できる夜景スポットでもあり、山梨百名山のひとつ帯那山方面へ向かう林道が峠上から分岐している。
路線名だけ見れば、甲府市から山梨市を短絡する県道に思えるが、実際の甲府市・山梨市間の行き来には国道140号を利用するルートが一般的である。
区間によって、舞鶴通り（まいづるどおり）、武田通り（たけだどおり）と呼ばれている。

### 路線データ
- 起点：山梨県甲府市中央一丁目（甲府警察署東交差点、国道411号・山梨県道5号甲府南アルプス線交点）
- 終点：山梨県山梨市北字下町（八幡南ランプ東交差点、国道140号交点）
- 陸上距離：23,195m

## 歴史
- 1982年（昭和57年）4月1日 - 建設省（現・国土交通省）が主要地方道に指定[1]。
- 1983年（昭和58年）3月10日 - 山梨県が路線認定。
- 1993年（平成5年）5月11日 - 建設省から主要県道甲府山梨線が甲府山梨線として主要地方道に再指定される[2]。

## 路線状況

### 別名
- 舞鶴通り（甲府市）
- 武田通り（甲府市）

## 地理

### 通過する自治体
- 甲府市
- 山梨市

### 交差する道路

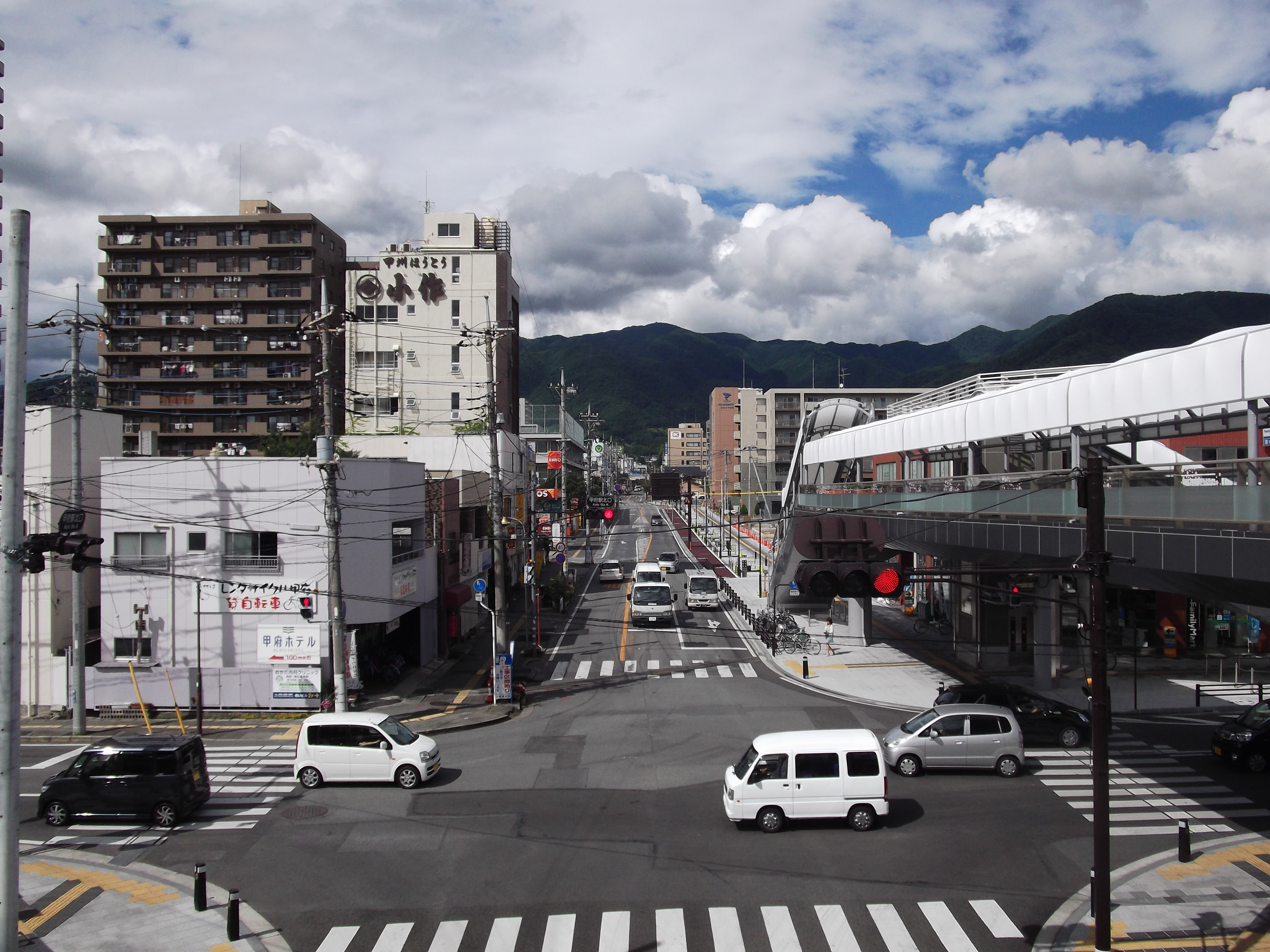
甲府駅北口から北側に伸びる部分は武田通りと呼ばれる（2012年8月）

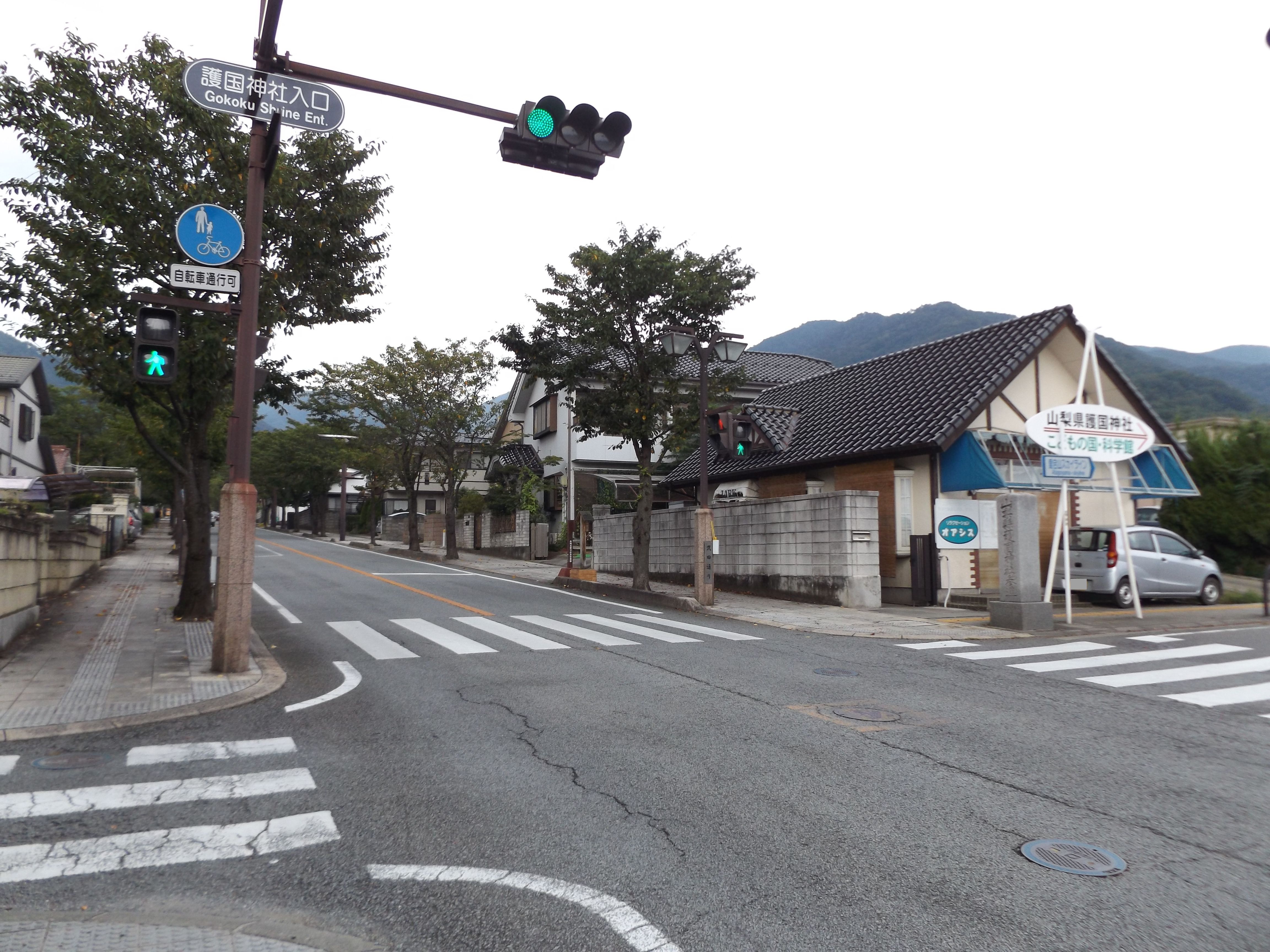
護国神社入口交差点。県道119号（画像右側）の起点である。

- 山梨県道5号甲府南アルプス線（甲府市中央一丁目・甲府警察署東交差点、起点）
- 国道411号（甲府市中央一丁目・甲府警察署東交差点）
- 山梨県道6号甲府敷島韮崎線（甲府市武田・武田交差点）
- 山梨県道119号愛宕山公園線（甲府市大手・護国神社入口交差点）
- 甲府山梨道路（山梨市北・八幡南ランプ）
- 国道140号（山梨市北、終点）

旧道
- 甲府山梨道路（山梨市北）
- 国道140号・山梨県道303号市之蔵山梨線（山梨市北・八幡橋西詰交差点）

### 沿線にある施設など
- 甲府地方裁判所
- 甲府警察署
- 甲府市役所
- 山梨県庁
- 舞鶴城公園
- 山梨文化会館
- 甲府駅
- 甲府市立新紺屋小学校
- 山梨大学 甲府キャンパス
- 武田神社
- 甲府市立相川小学校
- 積翠寺温泉
- 要害山城
- 山梨市立市川保育所
- 八幡郵便局
- 山梨市立八幡小学校
- 山梨市立八幡保育所
- 大井俣窪八幡神社